# Василенко, Сергей Иосифович
Сергей Иосифович Василенко (1921—1994) — полковник Советской Армии, участник Великой Отечественной войны, Герой Советского Союза (1944).

## Биография
Сергей Василенко родился 22 апреля 1921 года в селе Красногоровка (ныне — Великобагачанский район Полтавской области) в крестьянской семье. Окончил неполную среднюю школу. В 1938 году Василенко был призван на службу в Рабоче-крестьянскую Красную Армию. В 1940 году он окончил военное авиационно-техническое училище в Ленинграде. С июня 1941 года — на фронтах Великой Отечественной войны. Принимал участие в боях на Западном и 2-м Белорусском фронтах. Первоначально был механиком в лётной части, одновременно осваивал лётную программу. С марта 1943 года Василенко был лётчиком в штурмовом авиаполку. Первый боевой вылет совершил в июне 1943 года в районе Орла. Участвовал в освобождении Белорусской ССР, только за период с 23 июня по 5 августа 1944 года совершив 31 боевой вылет в качестве командира группы. К тому времени старший лейтенант Сергей Василенко был заместителем командира и штурманом эскадрильи 312-го штурмового авиаполка 233-й штурмовой авиадивизии 4-й воздушной армии 2-го Белорусского фронта.
За время с июня 1943 по август 1944 года Василенко совершил более 100 боевых вылетов, в ходе которых уничтожил 10 танков, 5 самолётов на аэродромах и 1 — в воздухе, 80 автомашин, 10 артиллерийских и противовоздушных батарей, 2 железнодорожных состава, 4 склада с горючим и боеприпасами, а также несколько сотен вражеских солдат и офицеров.
Указом Президиума Верховного Совета СССР от 26 октября 1944 года за «образцовое выполнение боевых заданий командования по уничтожению живой силы и техники противника и проявленные при этом мужество и героизм» старший лейтенант Сергей Василенко был удостоен высокого звания Героя Советского Союза с вручением ордена Ленина и медали «Золотая Звезда» за номером 4331.
Всего же за годы войны Василенко совершил 187 боевых вылетов. После окончания войны он продолжил службу в Советской Армии. В 1950 году Василенко окончил Военно-воздушную академию, после чего находился на военно-дипломатической работе. В 1964 году в звании полковника он был уволен в запас. Проживал в Москве, скончался 11 апреля 1994 года, похоронен на Хованском кладбище.
Был также награждён двумя орденами Красного Знамени, орденом Александра Невского, двумя орденами Отечественной войны 1-й степени, двумя орденами Красной Звезды, а также рядом медалей.